# Ланголиерите
„Ланголиерите“ (на английски: The Langoliers) е американски фентъзи мини-сериал с хорър елементи от 1995 година на режисьора Том Холанд, по едноименната книга на Стивън Кинг.

## Сюжет
Внимание:  Текстът по-долу разкрива сюжета на произведението (или части от него)!
Има нощен полет от Лос Анджелис до Бостън. Сред пътниците са пилотът на авиокомпанията Брайън Енгъл, училищната учителка Лоръл Стивънсън и сляпото момиче Даяна Белман, която лети за Бостън с леля си, за да се подложи на операция за възстановяване на зрението.
Някои от пътниците, включително Даяна, заспиват, но когато се събуждат, са напълно объркани. Всички пътници, с изключение на спящите, изчезнаха. Освен това изчезнаха само самите пътници, а вещите им останаха в самолета. Останалите 10 души се опитват да разрешат тази загадка, но колкото по-нататък продължава полетът, толкова по-страшни стават събитията, случващи се на пътниците...

## Актьорски състав
| Актьор          | Роля                                                                                          |
| --------------- | --------------------------------------------------------------------------------------------- |
| Патриша Уетиг   | Лоръл Стивънсън – учителка                                                                    |
| Дийн Стокуел    | Боб Дженкинс – писател на мистерии                                                            |
| Дейвид Морз     | Капитан Браян Енгъл – един от най-добрите пилоти на авиолинии                                 |
| Марк Чапман     | Ник Хоупуел – служител на британското посолство                                               |
| Франки Фейсън   | Дон Гафни – фабричен работник                                                                 |
| Бакстър Харис   | Руди Уоруик – бизнесмен, който обича да яде и да спи                                          |
| Кимбър Риддъл   | Бетани Симс – момиче, което отива да посети леля си                                           |
| Кристофър Колет | Алберт Кауснер – млад цигулар на път за музикално училище в Бостън                            |
| Кейт Мейбърли   | Даяна Белман – сляпо момиче, което пътува до Бостън за операция за възстановяване на зрението |
| Бронсън Пинчът  | Крейг Туми – борсов посредник в голяма компания, който страда от халюцинации                  |
| Кристофър Кук   | 9-годишният Крейг Туми                                                                        |
| Джон Гризмър    | Роджър Туми – жесток бащата на Крейг                                                          |
| Стивън Кинг     | Том Холби – един от шефовете на Крейг Туми                                                    |